# Approximationssatz von Kronecker
Der Approximationssatz von Kronecker gehört zu den zahlreichen Theoremen der Mathematik, welche mit dem Namen des deutschen Mathematikers Leopold Kronecker verbunden sind. Dieser Satz steht gleichrangig neben anderen bekannten Approximationssätzen aus dem Gebiet der diophantischen Approximation wie etwa dem Liouvilleschen Approximationssatz, dem Dirichletschen Approximationssatz oder dem Satz von Hurwitz der Zahlentheorie. Wie jene behandelt auch der Approximationssatz von Kronecker das Problem der Annäherung irrationaler Zahlen durch Bruchzahlen.

## Formulierung des Satzes
Der Satz lässt sich formulieren wie folgt:
Gegeben seien reelle Zahlen   {\displaystyle \eta }   und    {\displaystyle \delta }   mit   {\displaystyle \delta >0}    und ferner eine natürliche Zahl   {\displaystyle n}  .

Dann existieren zu jeder irrationalen Zahl   {\displaystyle \xi }   natürliche Zahlen   {\displaystyle p}   und   {\displaystyle q}   mit   {\displaystyle q>n}  , so dass
{\displaystyle \left|\xi -{\frac {p+{\eta }}{q}}\right|<{\frac {{\frac {1}{2}}+{\frac {1}{\sqrt {5}}}+\delta }{q^{2}}}}
erfüllt ist.

Insbesondere ist für jede irrationale Zahl   {\displaystyle \xi }   die Menge
{\displaystyle \{{q\cdot \xi }-\lfloor {q\cdot \xi }\rfloor \mid q\in \mathbb {N} \}}
dicht im offenen Einheitsintervall   {\displaystyle {]0,1[}}  .

## Bemerkung
Der Satz lässt sich als direkte Folgerung aus dem Satz von Hurwitz der Zahlentheorie schließen und kann damit als Folge der speziellen Eigenschaften der Farey-Folgen betrachtet werden.